# 弗朗西斯科·費利西亞諾
弗朗西斯科·弗朗西斯科·費利西亞諾（1941年2月19日—2014年9月19日）是一位菲律賓作曲家、指揮家、國家音樂藝術家。

## 生平歷略
費利西亞諾出生於黎剎省莫隆（Morong），於菲律賓大學取得教育學士（1967年）、作曲碩士（1972年）。1977年前往柏林藝術學院（今柏林艺术大学），1979年轉往耶鲁大学，取得音樂碩士、博士等學位，在當地同Arthur Weisberg及Martin Behrmann習指揮，Jacob Druckman、尹伊桑、H.W. Zimmerman、克里斯托弗·潘德列茨基習作曲。
2014年9月19日於馬尼拉逝世。

## 作品節選
- Buksan mo ang aming mga labi （1982 年出版） [3]
- 圣安德鲁弥撒（1981 年出版） [4]
- Pamugun （合唱，女高音独奏。2002 年出版） [5]
- Pokpok alimpako （合唱团。2002 年出版） [6]
- 三首米沙鄢民歌：高音版（1998 年出版） [7]

## 獲獎與榮譽
- 2014 年 - 国家音乐艺术家

## 外部連結
- Dr.  Francisco F. Feliciano